# Jens Arne Svartedal
Jens Arne Svartedal (Sarpsborg, 14 de febrero de 1976) es un deportista noruego que compitió en esquí de fondo. 
Participó en dos Juegos Olímpicos de Invierno, en los años 2006 y 2010, obteniendo una medalla de plata en Turín 2006, en la prueba de velocidad por equipo (junto con Tor Arne Hetland). Ganó una medalla de oro en el Campeonato Mundial de Esquí Nórdico de 2007, en velocidad individual.

## Palmarés internacional
| Juegos Olímpicos   | Juegos Olímpicos | Juegos Olímpicos | Juegos Olímpicos     |
| Año                | Lugar            | Medalla          | Prueba               |
| ------------------ | ---------------- | ---------------- | -------------------- |
| 2006               | Turín (Italia)   | Medalla de plata | Velocidad por equipo |
| Campeonato Mundial |                  |                  |                      |
| Año                | Lugar            | Medalla          | Prueba               |
| 2007               | Sapporo (Japón)  | Medalla de oro   | Velocidad individual |